# 阿尔贝·马约
阿尔贝·马约（法語：Albert Mayaud，1899年3月31日—1987年8月14日），法国男子游泳、水球运动员。他曾代表法国参加1920年和1924年夏季奥林匹克运动会，其中1924年奥运会获得一枚金牌。